# روبرت جون برات
روبرت جون برات هو مهندس معماري وسياسي كندي، ولد في 28 فبراير 1907 في لندن في المملكة المتحدة، وتوفي في 6 أبريل 2003. حزبياً، نشط في الحزب الكندي التقدمي المحافظ. وقد انتخب عضو مجلس العموم الكندي.